# 袋小路 (映画)
『袋小路』（Cul-de-sac）は、ロマン・ポランスキー監督による1966年のイギリスのサイコスリラー映画である。ポランスキー監督による長編映画としては3作目、英語作品としては2作目である。脚本はポランスキーとジェラール・ブラッシュが執筆した。
第16回ベルリン国際映画祭では金熊賞を受賞した。

## ストーリー
外界と遮断された古城に住み、理想の暮らしを満喫していた中年男とその若妻のもとに逃走中の2人組のギャングがやって来る。

## キャスト
- ドナルド・プレザンス
- フランソワーズ・ドルレアック
- ライオネル・スタンダー
- ジャック・マッゴーラン
- イェーン・クォーリア
- ジェフリー・サムナー（英語版）
- レニー・ヒューストン（英語版）
- ロバート・ドーニング（英語版）
- マリー・キーン（英語版）
- ウィリアム・フランクリン（英語版）
- ジャクリーン・ビセット
- トレヴァー・ドラニー